# P-14

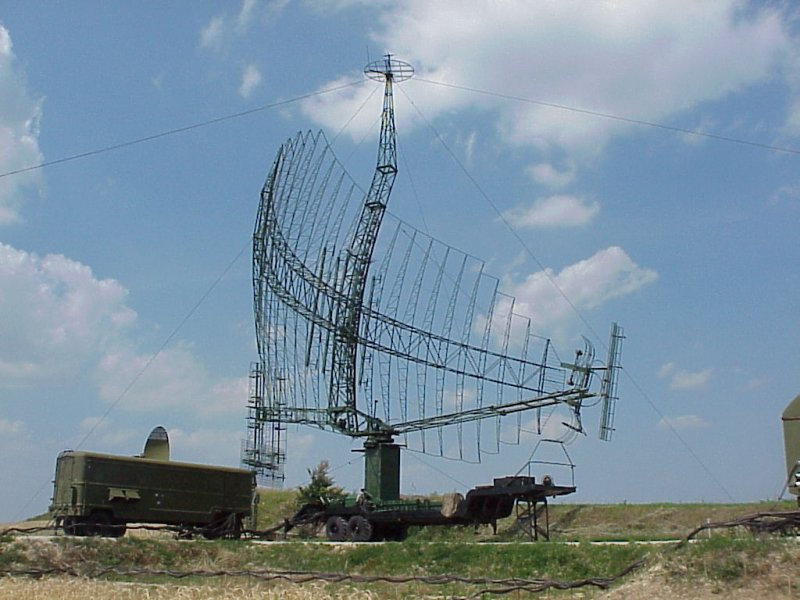
P-14-Antenne

Silhouette der P-14-Antenne

Die P-14 „Lena“ war ein weitreichendes Radargerät zur Luftraumaufklärung der Sowjetunion und ihrer Verbündeten. Der NATO-Codename für dieses Radar lautete „Tall King“, dem später der Zusatz „A“ zugefügt wurde, um dieses Radar von ihrem Nachfolgemodell, der Oborona („Tall King B“), zu unterscheiden. Die P-14 war mit einem zusätzlichen Sekundärradargerät vom Typ NRS-14 mit dem Kremnij-2-Verfahren ausgestattet.
Mit den Ausmaßen von 33 m × 22 m nahm die Parabolantenne der P-14 für den VHF-Bereich eine Sonderstellung ein. Die technischen Daten der Radarstation entsprachen etwa denen der P-12. Der Sender war jedoch leistungsstärker (Pulsleistung = 700 kW). Die maximal angezeigte Entfernung betrug 600 Kilometer, während die Entfernungsauflösung sich überwiegend aufgrund der Bildschirmauflösung und der Verlängerung der Sendezeit verschlechterte.
Eine P-14 besaß zwei Hauptantennen. Eine davon war als Arbeitsantenne stationär aufgebaut und eine Antenne war auf 36 KFZ vom Typ Ural-375D verlegebereit verladen. Die Aufbauzeit für eine Antenne betrug etwa 50 Stunden.

## Technische Daten
| Technische Daten P-14 | Technische Daten P-14  |
| --------------------- | ---------------------- |
| Frequenzbereich       | 150–170 MHz            |
| Pulswiederholzeit     | 5–10 ms                |
| Pulswiederholfrequenz | 100–200 Hz             |
| Sendezeit (PW)        | 10 µs                  |
| Empfangszeit          | 2,4 ms                 |
| Totzeit               |                        |
| Pulsleistung          | 700–900 kW             |
| Durchschnittsleistung | bis 800 kW             |
| angezeigte Entfernung | bis 600 km             |
| Entfernungsauflösung  | 1500 m                 |
| Öffnungswinkel        | 4°–8°                  |
| Trefferzahl           | >15                    |
| Antennenumlaufzeit    | 10–25 s (0,16–0,4/min) |